# Kiri Vong
Kiri Vong es uno de los diez distritos que forman la provincia camboyana de Takéo, con una población estimada en marzo de 2008 de 97 711 habitantes. Está dividido en las siguientes  comunas (khum), que se muestran asimismo con población estimada de 2008:
- Angk Prasat 7,612
- Kamnab 2,915
- Kampeaeng 6,217
- Kiri Chong Kaoh 5,806
- Kouk Prech 11,164
- Phnum Den 7,474
- Preah Bat Choan Chum 18,025
- Prey Ampok 7,770
- Prey Rumdeng 9,382
- Ream Andaeuk 4,848
- Saom 8,544
- Ta Ou 7,954[1]